# Aquaboulevard
Aquaboulevard je rekreační komplex v Paříži. Nachází se na jižním okraji města v 15. obvodu mezi parkem Suzanne Lenglen, pařížským heliportem a městským okruhem. Rozkládá se na ploše více než šesti ha a obsahuje akvapark o rozloze 7 000 m2, posilovnu na ploše 1400 m2, pět tenisových kurtů, šest na squash, konferenční sály, kanceláře, multikino, obchody a restaurace.
Výstavba rekreačního střediska byla zahájena městem Paříží v roce 1986. Celkové náklady dosáhly výše 450 milionů franků místo očekávaných 280 miliónů. Centrum slavnostně otevřel tehdejší pařížský starosta Jacques Chirac v roce 1989. V té době byl největším vodním parkem v Evropě. Během prvního roku provozu byla návštěvnost jeden milión osob a obrat činil 105 miliónů franků, přesto však Aquaboulevard vykázal ztrátu ve výši 32 miliónů. Po finančních potížích bylo provedeno v roce 1991 navýšení kapitálu o 100 miliónů franků a proběhla další výstavba na pozemcích poskytnutých městem.
V roce 1998 zde společnost Gaumont otevřela multikino se 14 promítacími sály a 2500 místy v celkové investici 120 milionů franků.  V roce 2004 komplex navštívilo 5,3 miliónu návštěvníků, z čehož 890 000 bylo v akvaparku a obrat činil 24,3 miliónu eur.

## Galerie

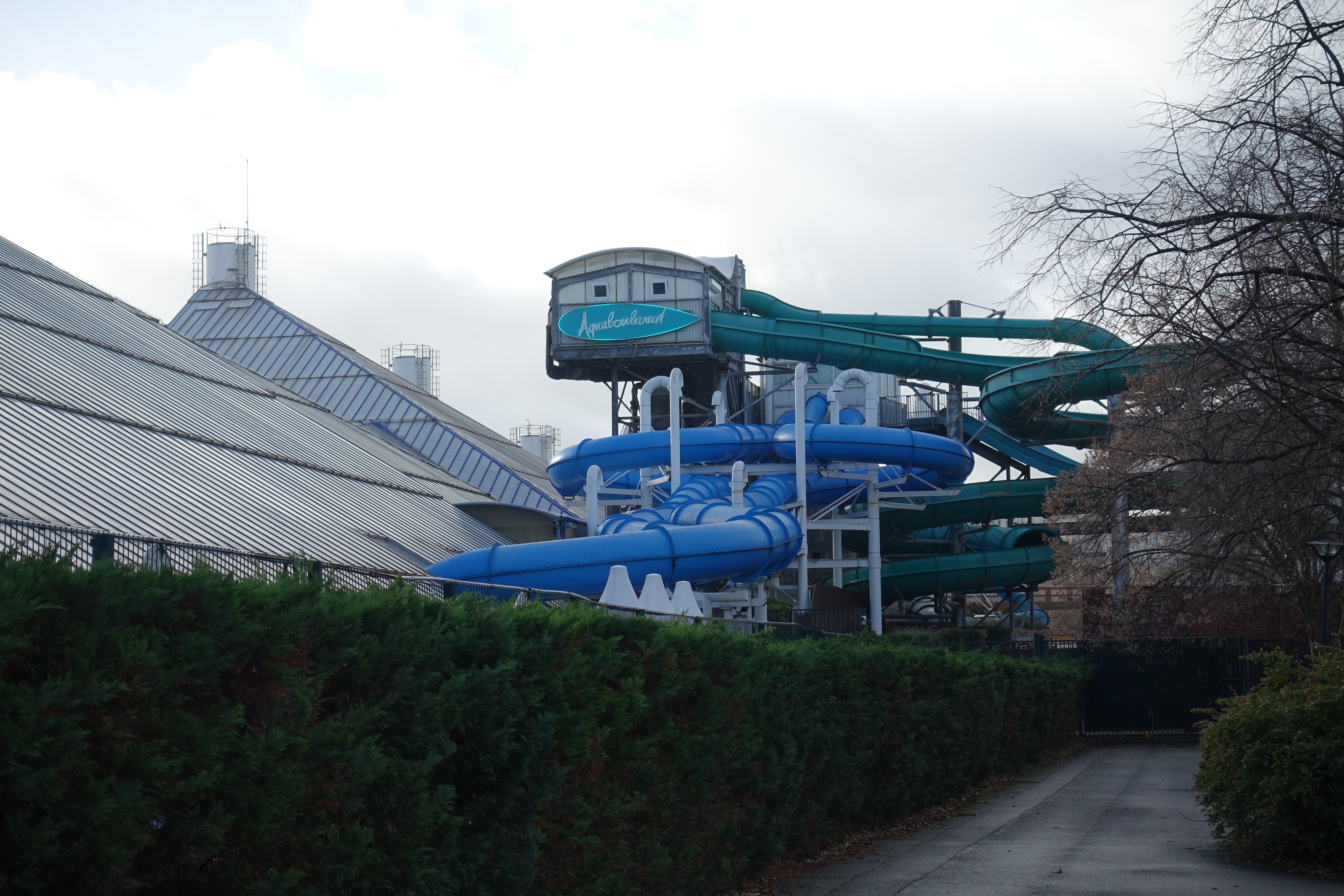
budova z venku
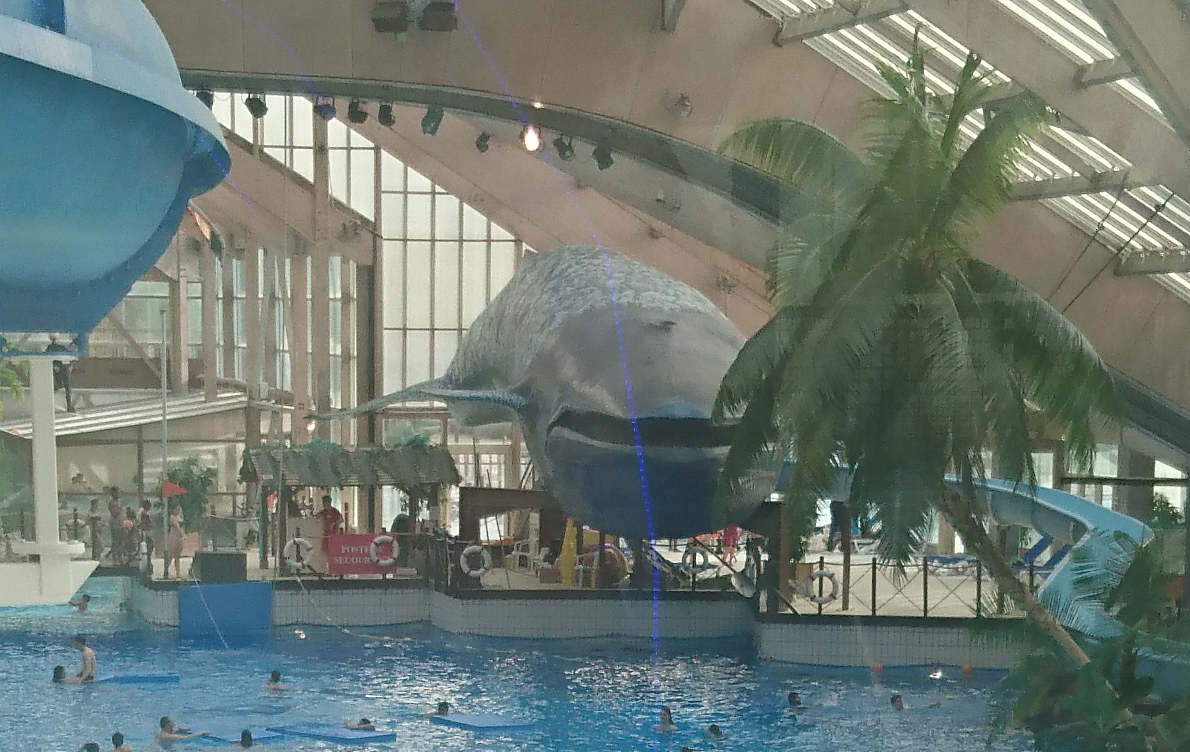
velryba
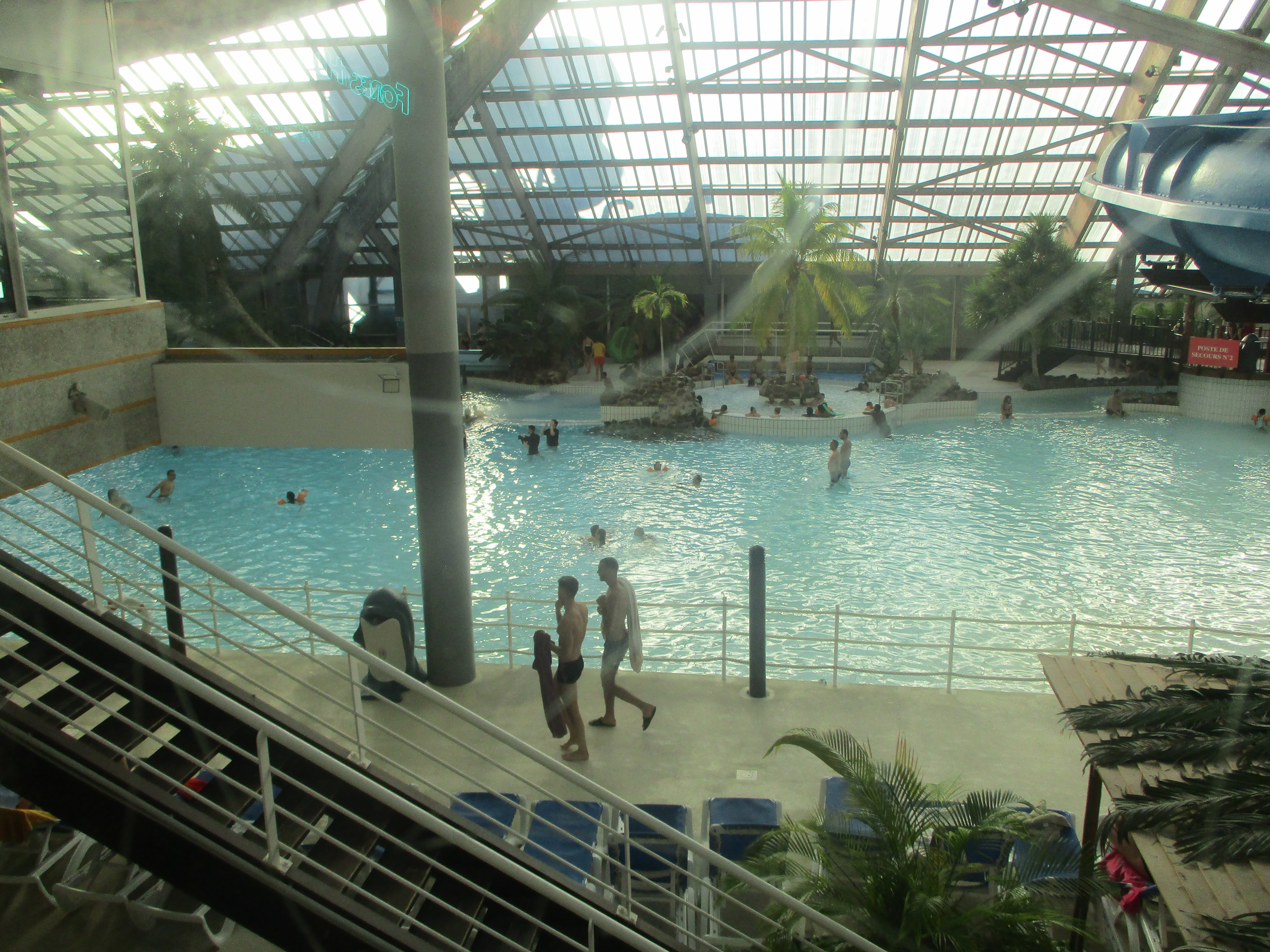
bazén